# News of the World (album)
A News of the World a brit Queen rockegyüttes hatodik stúdióalbuma. 1977. október 28-án jelent meg (Amerikában november 1-jén), a producerei az együttes tagjai voltak, Mike Stone hangmérnök társproduceri segédletével. Az előző albumaikat ért kritikák után úgy döntöttek, hogy ezúttal egy nyersebb, spontánabb lemezt készítenek, elvetve a korábbi túlprodukált, végletekig kimunkált hangzásukat. Ennek érdekében több dal felvételénél élőben egymás mellett játszottak, igyekeztek kihasználni a stúdiók természetes akusztikáját, hogy a lehető legkevesebb effektust kelljen használniuk. Mivel az előre lekötött fellépéseik miatt kevesebb idejük volt, a korábbi albumaikhoz képest viszonylag hamar, tíz hét alatt elkészültek a felvételekkel, Stone pedig nagy segítséget jelentett számukra mind műszaki, mind emberi szempontból.
A dalírási és felvételi szakaszban több olyan hatás érte őket, amely befolyásolta a felvett dalok stílusát: Brian May gitáros és Freddie Mercury énekes a koncertjeik hatására írták a „We Will Rock You” és „We Are the Champions” dalokat, azzal a szándékkal, hogy a koncerteken a közönség velük együtt énekelhesse, míg Roger Taylor dobost az általa kissé lenézett punk stílus hirtelen népszerűvé válása a stílust gúnyoló dalok írására késztette.
Az album vezető kislemeze a „We Are the Champions”/„We Will Rock You” lett, amely hatalmas sikert aratott, és napjainkban is az együttes legismertebb, legtöbbre értékelt dalai között tartják számon. A kritikusok vegyesen fogadták, egyesek dicsérték a sokszínűségét és keménységét, mások viszont úgy vélték, hogy egyes dalok az együttes felsőbbrendűségét hirdetik. Kereskedelmileg nagy volt a sikere, milliós eladásaival sikerült végre betörniük az amerikai zenei piacra.

## Háttér
A Queen utolsó két albumával, az 1975-ös A Night at the Operával és az 1976-os A Day at the Racesszel nagy közönségsikert ért el Angliában, és egyre jobban megismerték őket Amerikában is. Az akkoriban előretörő vad punkmozgalom tükrében azonban az évtizedes múltra visszatekintő rockegyüttesek egyszerre kimentek a divatból. Különösen érvényes volt ez egy olyan együttesre, amelynek énekese a koncerteken balettruhában lépett fel, és rózsát dobált a közönség közé. A kritikusok véleményét jól tükrözte Nick Kent írása az NME-ben az A Day at the Races-ről: „Zajlik a nagy punk összeesküvés – a Sex Pistols a Brit Közerkölcs ellen –, hirtelen mindenki érzi, hogy valami nagy dolog fog történni, hogy a maradék rock hierarchia leomlik – én eközben egy szobában ülve hallgatok egy albumot, amelyet a Nagy Brit Közerkölcs ezekben a vészterhes napokban vidáman ölel a nagy közös keblére, egy albumot, amely olyan fullasztóan terméketlen, mintha groteszk paródiája lenne az összes létező zenei formának.”
Ahogy az együttes egyre ismertebb lett, a tagjai – több kortárs vallomása szerint – egyre több sztárallűrt vettek fel. Míg Brian May gitáros és John Deacon csendes családi életet éltek, addig Roger Taylor dobos és Freddie Mercury énekes egyre inkább az éjszakai élet ismert szereplői lettek, és egyre több különcségükről számolt be a sajtó. 1977-ben Tony Stewart újságíró riportot készített Mercuryval, és az NME hasábjain egy gúnyos cikket jelentetett meg végül, amelyben kigúnyolta az énekes hozzáállását a szórakoztatóiparhoz és a balett imádatát. „Mercuryt kicsit helyre kellene rakni – írta. – El kellene magyarázni neki, hogy egy rock-koncert többé nem a Rajongók Sztárjának ünnepélyes bálványozásáról szól. Az egész Queen által képviselt illúzió gyorsan összeomlani látszik.” Stewart később azt nyilatkozta, hogy Mercury nagyon lekezelő volt vele az interjú során, és hogy „elvesztette a realitásérzékét”. Ettől kezdve Mercury és az együttes tagjai nagyon elutasítóak lettek az újságírókkal szemben, és legendásan bizalmatlanná vált a kapcsolatuk a médiával, és fordítva, a sajtó sem kedvelte az együttest.

## Felvételek
A felvételeket 1977 júliusában kezdték, és mivel novemberre már előre le voltak követ a fellépéseik, tíz hetük maradt a munkára, ami sokkal kevesebb volt, mint amennyi időt az utolsó három albumuk elkészítésével töltöttek. Júliusban a Basing Street Studiosban kezdték a munkát, ahol 3M M79 hangrögzítőket használtak MCI 500-as keverőpulttal. A társproducerük a régóta ismert Mike Stone volt, ami egy szokatlan lépés volt, mivel a Wessexben általában a „házi producereket” szokták alkalmazni. Stone első intézkedése az volt, hogy újra cserélte a stúdió hangszóró berendezését. Andy Turner, a stúdió akkori hangmérnök asszisztense szerint semmi baj nem volt a régi hangszórókkal, de ez egy olyan dolog, amit az „megtehettek, tehát meg is tettek”. Egy másik történet szerint két napon keresztül csak Taylor dobjainak minél jobb akusztikai elrendezését próbálgatták, Taylor pedig folyamatosan ütögette, próbálgatta a dobokat – miközben óránként kétszáz fontot fizettek a stúdió használatáért.
Az utolsó két albumuk művészkedő, túlprodukált hangzása után kicsit spontánabbra, nyersebbre akarták venni a hangzást. Sokan hitték azt, hogy a punk előretörése adta ehhez az ötletet, de May szerint valójában inkább az első albumuk nyersségét akarták felidézni. Ehhez nemcsak hogy keményebb dalokat írtak, de igyekeztek kevésbé „mű” módon felvenni azokat. A korábbi szokásuktól eltérően, amikor a különböző vokálok és hangszerek hangjai szinte csak a keverőszobában találkoztak, ezúttal az élő hangzásra törekedtek, egy időben és egy helyen zenéltek. Jó példa volt erre a „Sleeping on the Sidewalk” amelyről mindig hangoztatták, hogy élőben vették fel, a hibákat is benne hagyva. Ennek eredményeképpen a dalok nagy részének szinte demó-jellege van (különösen Taylor dalainak, aki már 1977 nyarán elkezdett dolgozni a szólódalain, és az albumra tervezett munkáin), csak a „We Are the Champions” és az „It’s Late” idézi az együttes kidolgozottabb stílusát.
Augusztusban átmentek a Wessex Sound Studiosba, ahol 3M és Studer A80 hangrögzítőket használtak Cadac 32/24 sávos keverőpulttal. Az egykori templom épületéből kialakított stúdiónak nagyszerű volt az akusztikája, és Stone segítségével sokat kísérleteztek a mikrofonok elhelyezésével, a természetes hangzással kiváltani az effektusokat. Itt vették fel a „We Will Rock You” dobbantós és tapsolós alapjait is, ennek során Stone akit csak meglátott, behívott a stúdióba a zajkeltéshez. 
Egy időben a Sex Pistols a Wessex stúdió egy másik részében dolgozott a Never Mind the Bollocks albumán. Később híre ment, hogy a punk stílust kissé lenéző Queen és a progresszív zenekarokat megvető Sex Pistols tagjai találkoztak egymással, és egymáson gúnyolódtak. A történetnek több változata is ismert. Egy változat szerint Sid Vicious részegen azt kérdezte Mercurytól (utalva az énekes interjújára az NME-ben): „te vagy az, aki el akarja hozni a balettot a tömegekhez?”, mire az azt válaszolta: „nem te vagy Stanley Ferocious, vagy micsoda? Nos, megteszünk minden tőlünk telhetőt, kedvesem!” Peter Hince, a Queen turnécsapatának tagja úgy emlékezett, hogy a szóváltás után Mercury a gallérjánál fogva kilódította Vicioust a stúdióból. Másik változat szerint Rotten és Vicious négykézláb kúsztak be a stúdióba, miközben Mercury zongorázott. Mercury azt mondta, hogy rá akarta venni Rottent és Vicioust, hogy énekeljenek az egyik dalukban, de ők visszautasították. May később azt mondta, hogy nem emlékszik semmilyen hasonló szóváltásra, és hogy ő beszélgetett Johnny Rottennel, aki mindvégig tisztelettudóan viselkedett. Taylor is hasonlóan emlékezett: egy ideig kölcsönös bizalmatlansággal néztek egymásra, de aztán megtalálták a közös nevezőt.

## Kompozíció

### Szöveg
Az együttesben mind a négy tag írt dalokat, és általában külön dolgoztak a szerzeményeiken. Gyakran segítettek be egymásnak, de végső soron azt jelölték szerzőnek, akitől a szöveg alapötlete jött. Az albumot kezdő „We Will Rock You” May szerzeménye, aki nem magyarázta túl a jelentését: 2008-ban a Q-ban a „az ember három életszakaszáról szóló” himnusznak”, egy 2001-es interjúban pedig „egy az életről szóló üzenet”-nek nevezte. Ezt követi Mercury „We Are the Champions” című győzelmi dala, amelyet sokan támadtak a szövege miatt, de később Taylor megmagyarázta: „nem mi (az együttes) vagyunk a bajnokok, hanem mi mindannyian (az együttes és a hallgatók).” Taylornak két dalára is szokás úgy tekinteni, mint a dobos által lenézett punk stílus gúnyolására: a „Sheer Heart Attack” a punkdalok egyszerűségét parodizálja, a „Fight From the Inside” a punkokat éltető korabeli kritikusokat támadja. A szomorkás „All Dead, All Dead” megírásakor May a gyermekkorában elvesztett háziállatára gondolt. Deacon „Spread Your Wing”-je „munkásosztálybeli valóságshow egy ír kocsmát takarító srácról,” aki ki akar szabadulni nyomorúságos helyzetéből.
Az egyszerű szövegű „Get Down, Make Love” Mercury szexuális szabadosságáról beszél. May „Sleeping on the Sidewalk”-ja egy utcazenész híressé válásáról és bukásáról mesél – May félelmeit fogalmazza meg, aki szerény személyiségével nehezen tudta feldolgozni a híressé válását. Deacon egyszerű „Who Needs You”-ja egy szerelmes férfiról szól, aki kiadja a barátnője útját, miután az nem becsülte semmire. Az „It’s Late” Maytől egy szerelmi történetet mesél el három felvonásban: „Az első rész otthon játszódik, a férfi a kedvesével van. A második rész egy szobában zajlik valahol, ahol a fickó egy másik nővel van, akit szeret, és nem tudja nem szeretni, a harmadik részben viszont újra visszatér a kedveséhez”. Mercury dalában, a szomorkás „My Melancholy Blues”-ban a megrögzött kocsmatöltelék azon kesereg, hogy a szerelme elhagyja őt, de biztosítja, hogy rögtön lerészegedik, így felejtve el a bánatát.

### Zene
Jack Nelson, az együttes exmenedzsere egyszer azt mondta: „amikor megérkezünk egy reptérre, az egyik megáll, a másik elmegy jobbra, a harmadik elmegy balra, a negyedik pedig előre indul”. Mark Blake az együttesről írt Is This the Real Life? – The Untold Story of Queen című könyvében úgy vélte, hogy a News of the World volt az első albumuk, amelyen ezek a felfogásbeli különbségek látványosan megjelentek. Bár a tagok különböző stílusa már addig is az albumaik meghatározó jellemzője volt, ez alkalommal nem jelentett egyértelmű összetartó erőt. Georg Purvis a Queen: Complete Works című könyvében azt írta, hogy a viszonylag rövid felvételi idő friss jelleget kölcsönöz a végeredménynek, hiszen ezúttal nem voltak hónapokig összezárva, az előre lekötött fellépések miatt határidőre el kellett készülniük, így a legtöbb dal úgy hangzik, mint egy demófelvétel. May szerint „a különböző személyiségek jól körvonalazódtak ezen az albumon, ahol mindegyik dal teljesen különbözik az előtte lévőtől, és nem köti össze őket semmilyen koncepció. Ezúttal Roger és John is több részt vettek ki a dalírásból.” Chuck Eddy kritikus 2010-ben ezt írta az album stílusáról: „Néhányan odáig mentek, hogy a lemez tulajdonképpen a punk rockra adott válasz, bár ez meglehetősen vad elgondolás, mivel ha a Queen annyira gyűlölte a punk egyszerűségét, akkor nem kellett volna egy, még a korábbiaknál is cizelláltabb albumot készíteniük? […] Az igazság az, hogy a lemezt végighallgatva nehéz tagadni, hogy inkább a funkra adott válasznak tekinthető. […] a „We Will Rock You”, a súlyos alapütemre épülő, énekközpontú dal is az ősrap világába tett első kalandozásuk terméke. [...] Ám még ennél is egyértelműbb funk-metal hatásokat mutat az emlékezetesen vastag „Fight From the Inside”, amely már magában hordozza a „Dragon Attack”, és ebből következően Billy Squier stílusjegyeit. A „Get Down, Make Love” elsőre talán kissé lomhának tűnik, ám annál funkosabb és harsányabb, nem is beszélve az ős-industrial zene perverzitásáról…”
Többségben vannak az albumon a Queenre jellemző balladák, a zongora alapú, dallamos „Spread Your Wings” és „We Are the Champions”, és az erőteljes gitárkíséretet kapó „All Dead, All Dead”. Emellett az együttes szokásához híven egy-egy dal erejéig különböző stílusokban is kísérleteztek, ilyen a karibi hangulatú „Who Needs You”, a funk és R&B inspirálta „Get Down Make Love”, a zongora kísérte dzsessz „My Melancholy Blues”, valamint a blues-rock szerű „Sleeping on the Sidewalk”. Ugyancsak jellemző a Queenre a többtételes elrendezés egy dalon belül, ami itt a több mint hatperces hosszúságú, gitárorientált „It’s Late” című dalban köszön vissza. Az albumot indító kétperces „We Will Rock You”-nak egyszerű és hatásos szerkezete van, két lábdobbantást egy taps követ, ez adja a ritmust, emellé jön a minden további kíséret nélküli ének – az egyedüli hangszeres közreműködés rajta a dal végén hallható meglepetésnek szánt gitárszóló.

## Megjelenés

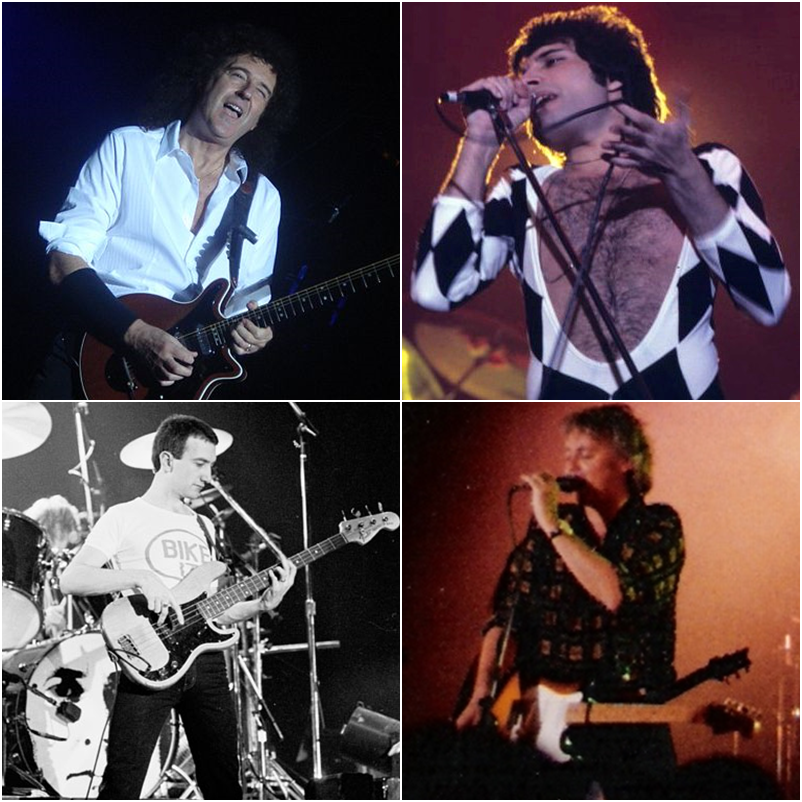
Az együttes tagjai: Fent balra Brian May, mellette jobbra Freddie Mercury, lent balra John Deacon, mellette jobbra Roger Taylor

Az album bemutatkozó kislemeze a „We Are the Champions” lett, az Elektra területein dupla A oldalasként a „We Will Rock You”-val. Bár a kritikusok mindkét dalt rosszul fogadták, a rádiók rendszeresen játszották, és a rajongók is vásárolták, így Angliában a második, Amerikában pedig a negyedik helyet érte el a slágerlistán. A nagylemez 1977. október 28-án jelent meg (az Elektra területein november 11-én). A kiadó eredetileg az együttesről akart egy képet a borítóra, de ezt ők visszautasították, így végül a borítógrafikán zöld háttér előtt egy óriási robot volt látható, amint végez az együttes tagjaival, és az emberekre támad. Az ötlet Taylortól származott, aki látta az Astounding Science Fiction magazin 1953. októberi számának elején található hasonló képet, amelyet Frank Kelly Freas készített. Taylor kérésére Freas átalakította számukra a képet. Az albumról megjelenő kislemezek borítóin a kép egy-egy részlete látható. A kiadó az album reklámozásának részeként még külön megrendelhető, drága robotos órákat is készített.
1977 novembere és 1978 májusa között negyvenhat állomásos világturnéra indultak az albummal. A turné sikerét látva az addig szerény May is elismerte, hogy abban az időben „meghódították Amerikát”. Első alkalommal utaztak bérelt magángéppel a helyszínek között.  Az együttes megjelenése sokat változott: Mercury haja rövidebb lett, és egyre gyakrabban hordott bőrruhákat (gyakran bőrdzsekit a balettruha felett), May és Taylor pedig egyre inkább a kényelmes ruházatot preferálta a látványos helyett. A turné során a koncertek végén Mercury így köszönt el a rajongóktól: „öröm volt veletek üzletelni”. 1977. december 1-jén telt házas koncertet adtak a New York-i Madison Square Gardenben. May számára a koncert sikere különleges esemény volt, ugyanis jelen volt a zenészi karrierjét addig nem igazán támogató apja, aki a telt házas koncertet látva megváltoztatta a véleményét, és elismerte mennyire büszke a fiára. Két további, nem túl sikeres kislemez jelent meg róla, 1978. február 2-án a „Spread Your Wings”, amely a 34. helyet érte el Angliában, illetve 1978. április 25-én az Elektra területein az „It’s Late” rádióbarátra rövidített változata, amely a 72. lett az amerikai slágerlistán.

## Fogadtatás

### Kereskedelmi
Az album Angliában meglepetésre rosszabbul szerepelt, mint az együttes előző albumai: a huszonnegyedik helyen kezdett a listán, és rögtön a következő héten elérte a legmagasabb helyezését, a negyediket, mindössze egy hétre, majd húsz hét után lekerült a listáról, és vissza sem került többé. Ennek ellenére még abban az évben csak Angliában 300 ezer font jövedelmet hozott a kiadónak, így aranylemez lett. Amerikában sokkal átütőbb volt a sikere az előző albumokhoz képest, a kilencedik helyen debütált, a legmagasabb helyezése pedig a harmadik volt. Rögtön 1978-ban platinalemez lett, ami 1 millió példány feletti eladást jelent – bár összességében 1978 júliusára csak Amerikában hárommillió, Kanadában és Ausztráliában hatszázezer példányban fogyott. Ezen felül a világ több részén nagy sikere volt, Németországban ötszázezres eladással platina, Franciaországban százezres eladással pedig aranylemez lett. 1978 májusáig világszerte több mint 7 millió példányban kelt el.
Egyike az együttes azon lemezeinek, amelyek az 1991-es Hollywood Records féle kiadás során Amerikában felkerültek a katalógusalbumok eladási listájára (a legmagasabb helyezése a hatodik volt), és 2002-ben négymilliós feletti eladással négyszeres platinalemez lett. A Nielsen SoundScan felmérései szerint 1991 és 2006 között Amerikában 854 ezer példányban értékesítették. Világszerte több mint tízmillió példány fogyott belőle.

### Kritikai
| Kritikák             | Kritikák         |
| Forrás               | Értékelés        |
| -------------------- | ---------------- |
| Record Mirror        | (1977)           |
| Robert Christgau     | C (1977)         |
| Rolling Stone        | (1978)           |
| Entertainment Weekly | A (1991)         |
| Classic Rock         | (2001)           |
| RS Album Guide       | (2004)           |
| Uncut                | (2011)           |
| BBC                  | (kedvező) (2007) |
| AllMusic             | [ 53 ]           |

Megjelenésekor vegyesen fogadták a kritikusok, de kevés igazán kedvező kritikát kapott. „Queen, mit tettetek? Miért tűztétek ki a »Szintetizátorok kitiltva« jelet? Az A-oldal baljós jeleket mutat, a B-oldal, a kiábrándító »Get Down, Make Love«-on túljutva sokkal jobb. A befejezés ellenben nagyon szép, »My Melancholy Blues«. Édes álomvilág.” –írta a Sounds. Bart Testa, a Rolling Stone írója két és fél csillagosra értékelte a lehetséges ötből. Az albumról nem volt jó véleménnyel: „a legtöbb dal […] kihívást intéz a Queen művész ellenfeleivel szemben, vagy egy új rend felállítását képzeli el. [A] »We Will Rock You« […] atmoszférája egy politikai gyűlést idéz Leni Riefenstahl filmjében, egyszerre rockhimnusz és csatainduló. A »Sheer Heart Attack« dallal a Queen az első nagyobb rockegyüttes, amely megkísérli demonstrálni a felsőbbrendűségét a punk rockkal szemben, azáltal, hogy a punk területére vonul. Ez működik, főleg mert a Freddie Mercury mögötti power trió maga is valóban primitív. Ha egyszer láttad a Queent a színpadon, messze a stúdió technikáitól, fájdalmasan tisztán látszik, hogy a »Sheer Heart Attack« egy kisebb probléma az egyenrangúan inkompetens zenészek közötti háború mellett.” A The Washington Post kritikusa nagyrészt kedvezően írt róla: „jól tükrözi, milyen feltételei vannak a jó rockzenének: energia, közösségi érzés, kitartó dobhangzás, ünnepélyes lázadás mindenféle norma ellen. És, szerencsére, vannak egyéb jelei is az albumon az intelligenciának, tehetségnek és hozzáértésnek.” Robin Smith a Record Mirrorban három csillagosra értékelte a lehetséges ötből: „Igazi Queen, egészen a gyökerekig. Már a borítón sem egy szokásos ultra-elegáns művészi kép van, hanem egy képregény-szörnyet ábrázol, ahogy különböző rémtetteket követ el. […] A Queen a punk felé fordul? Nagyon úgy néz ki. Ha alámerülsz a sympho rockba, egy idő után valami teljesen mást akarsz majd csinálni. De néhány dalt én túl nyersnek és fantáziátlannak találtam. Remélem a Queen az alkotói szféráján kívül tudja tartani a frusztrációit. Nem rossz album, de lehetne jobb is.”
A visszatekintő kritikákban javarészt pozitívan értékelik. 1991-ben Jim Farber, az Entertainment Weekly kritikusa majdnem kiválóra értékelte, 2001-ben pedig Andy Robson a Classic Rock hasábjain négycsillagosra értékelte a lehetséges ötből, azt írva, hogy bár a dalok némelyike „megutáltatta őket szinte valamennyi kritikussal a földön”, mégsem „hátráltak meg a punk támadása elől, […] kiadva legnagyképűbb, legdekadensebb albumukat”. A 2004-es Rolling Stone Album Guide-ban két és fél csillagot kapott az ötből, kiemelve, hogy az együttes két legemlékezetesebb slágerét tartalmazza. Daryl Esla, a BBC kritikusa kedvezően írt róla 2007-ben, az együttes utolsó klasszikus albumának nevezte, és úgy vélte, hogy a maga furcsa módján képes volt lépést tartani a változó zenei ízléssel, és a punk előretörésével. Stephen Thomas Erlewine az AllMusic oldalán három és fél csillagot adott rá: „masszív, földrengető rock & roll, annak a hangja, amikor egy együttes elkezdi élvezni a saját szupersztár státuszát”. Kurt Cobainnek, a Nirvana együttes énekesének gyermekkorában ez volt az egyik kedvenc albuma. 2004-ben a Rolling Stone magazin „minden idők 500 legjobb dala” listáján a „We Will Rock You”-t a 330. helyre sorolták. Az Amerikai Hanglemezgyártók Szövetsége által kezdeményezett „Az Évszázad Dalai” listán a „We Are the Champions”/”We Will Rock You” dalpárost a 146. helyre sorolták.

## Az album dalai
| 1. | We Will Rock You      | Brian May       | 2:01 |
| 2. | We Are the Champions  | Freddie Mercury | 2:59 |
| 3. | Sheer Heart Attack    | Roger Taylor    | 3:24 |
| 4. | All Dead, All Dead    | May             | 3:09 |
| 5. | Spread Your Wings     | John Deacon     | 4:32 |
| 6. | Fight From the Inside | Taylor          | 3:03 |

| 7.  | Get Down, Make Love      | Mercury | 3:51 |
| 8.  | Sleeping on the Sidewalk | May     | 3:07 |
| 9.  | Who Needs You            | Deacon  | 3:07 |
| 10. | It’s Late                | May     | 6:27 |
| 11. | My Melancholy Blues      | Mercury | 3:29 |

| 1. | 'We Will Rock You (remix: Rick Rubin) | May | 4:47 |

| 1. | Feelings, Feelings (Take 10, 1977. július)              | 1:54 |
| 2. | Spread Your Wings (BBC Session, 1977. október)          | 5:25 |
| 3. | My Melancholy Blues (BBC Session, 1977. október)        | 3:12 |
| 4. | Sheer Heart Attack (Live in Paris, 1979. február)       | 3:34 |
| 5. | We Will Rock You (Fast) (Live in Tokyo, 1982. november) | 2:54 |

| 6. | My Melancholy Blues (Live At The Summit, 1977) | 3:54 |
| 7. | Sheer Heart Attack (Live at Hammersmith, 1979) | 3:13 |
| 8. | We Will Rock You (Queen Rocks version, 1998)   | 2:04 |

### 40 éves jubileumi kiadás
2017-ben az album megjelenések 40. évfordulóját egy boxset kiadásával ünnepelte a zenekar.
A boxset tartalma:
- News of the World (12" vinyl LP, New Pure Analogue Cut)
- News of the World (CD, Bob Ludwig 2011 master)
- Raw Sessions (CD)
- Bonus Tracks (CD)
- Queen: The American Dream (DVD, turnéfilm: News of the World USA Tour, 1977)
- 60 oldalas fotóalbum
- poszterek, relikviák

## Közreműködők
Jacky Gunn és Georg Purvis alapján.
| Queen - Freddie Mercury: vokál, zongora - Brian May: gitár, vokál, zongora, ének („All Dead, All Dead” és „Sleeping on the Sidewalk”), maracas („Who Needs You”) - John Deacon: basszusgitár, akusztikus gitár („Spread Your Wings” és „Who Needs You”) - Roger Taylor: dob, vokál, ritmus- és basszusgitár („Sheer Heart Attack” és „Fight From the Inside”), ének („Fight From the Inside”) | Produkció - Queen: producer - Mike Stone: társproducer, hangmérnök - Frank Kelly Freas és Roger Taylor: borítóterv |  |

## Helyezések és eladások
| Ország                | Helyezés |
| --------------------- | -------- |
| Brit albumlista       | 4        |
| Amerika Billboard 200 | 3        |
| Ausztriai albumlista  | 9        |
| Franca albumlista     | 1        |
| Holland albumlista    | 1        |
| Japán albumlista      | 3        |
| Kanada RPM Top 100    | 2        |
| Német albumlista      | 7        |
| Norvég albumlista     | 4        |
| Svéd albumlista       | 9        |
| Új-Zélandi albumlista | 16       |

| Ország                | Eladási minősítés | Megjegyzés          | Eladás     |
| --------------------- | ----------------- | ------------------- | ---------- |
| Anglia (BPI)          | arany             |                     | 100 000+   |
| Amerika (RIAA)        | 4× platina        | 2002-ben            | 4 000 000+ |
| Amerika (SoundScan)   |                   | 1991 és 2009 között | 854 000+   |
| Franciaország (SNEP)  | 3× platina        |                     | 553 600+   |
| Hollandia (NVPI)      | platina           |                     | 50 000+    |
| Kanada (Music Canada) | 3× platina        |                     | 300 000+   |
| Németország (BVMI)    | platina           |                     | 500 000+   |

Kislemezek
| Év   | Kislemez                                | GBR | AUT | BEL | FRA | GER | IRE | NLD | NOR | SWE | USA |
| ---- | --------------------------------------- | --- | --- | --- | --- | --- | --- | --- | --- | --- | --- |
| 1977 | We Are the Champions / We Will Rock You | 2   | 12  | 10  | 1   | 13  | 3   | 2   | 6   | 14  | 4   |
| 1978 | Spread Your Wings / Sheer Heart Attack  | 34  | —   | —   | 31  | 29  | —   | 26  | —   | —   | —   |
| 1978 | It’s Late / Sheer Heart Attack          | —   | —   | —   | —   | —   | —   | —   | —   | —   | 74  |

## Kiadás
| Ország  | Megjelenés dátuma | Kiadó      | Formátum         | Katalógusszám                        |
| ------- | ----------------- | ---------- | ---------------- | ------------------------------------ |
| Amerika | 1977. november 1. | Elektra    | LP, magnókazetta | 6E-112 (LP) TC-5112 (kazetta)        |
| Anglia  | 1977. október 28. | EMI        | LP, magnókazetta | EMA 784 (LP)                         |
| Amerika | 1991. március 5.  | Hollywood  | CD, magnókazetta | HR-61037-2 (CD) HR-61037-4 (kazetta) |
| Anglia  | 1986. december    | EMI        | CD               | CDP 7 46209 2                        |
| Anglia  | 1994              | Parlophone | CD               | CDPCSD 132                           |
| Anglia  | 2011              | Island     | CD               | 277 174 7                            |
| Anglia  | 2017              | Virgin EMI | LP+3CD+DVD       |                                      |